# Tudor Dixon

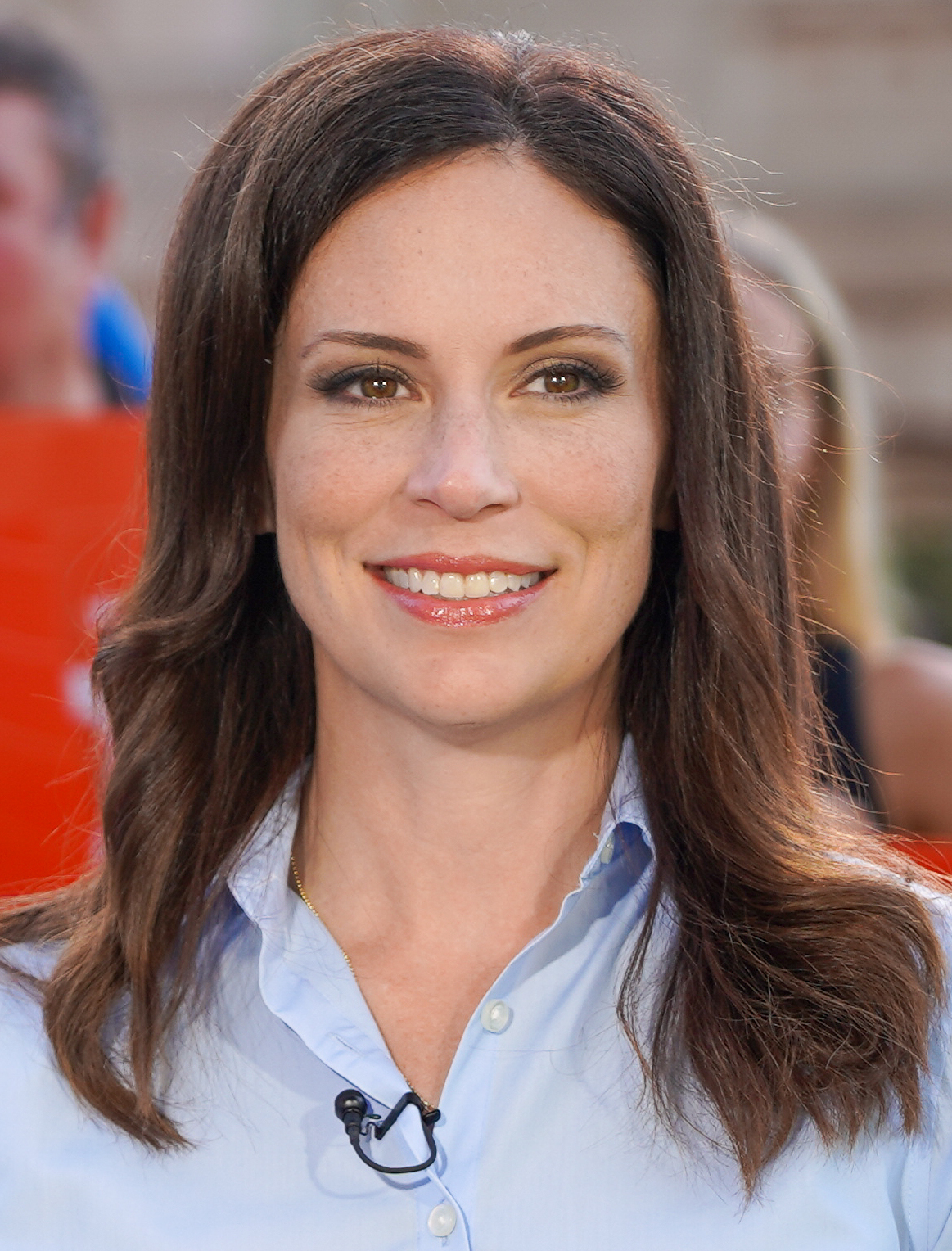
Tudor Dixon (2022)

Tudor Dixon (* 5. Mai 1977) ist eine amerikanische Schauspielerin, Moderatorin und Politikerin (Republikanische Partei). Bei der Gouverneurswahl 2022 in Michigan trat sie als Kandidatin für ihre Partei an.

## Leben
Die in Pennsylvania als Tudor Makary geborene Tudor Dixon wuchs in Illinois auf. Tudor Dixon war Praktikantin in der Rosie O'Donnell Show. Sie studierte dann an der University of Kentucky, bevor sie 2002 nach Michigan zog, um in das Stahlunternehmen ihres Vaters einzutreten.
Tudor Dixon war hauptberuflich zunächst im Verkaufsmanagement von Unternehmen der Stahlindustrie und daneben auch als Hobby schauspielerisch tätig.
Zwischen 2008 und 2012 trat sie unter anderem in elf Folgen der Web-Serie Transitions:The Series und in einer Rolle in dem Horrorfilm Buddy BeBop vs. the Living Dead sowie einem Kurzfilm auf. 2009 gab sie ihre Arbeit in der Stahlindustrie auf, um sich der Familiengründung zuzuwenden. Sie bekam mit ihrem Ehemann vier Kinder. Sie betrieb später eine über Facebook ausgestrahlte Nachrichtensendung für Schüler namens Lumen News, die nach Selbsteinschätzung „pro-Amerika und pro-Verfassung“ war. Sie wurde dann Nachrichtensprecherin in der online ausgestrahlten konservativen Sendung America's Voice News. Dixon war Miteigentümerin der Produktionsfirma des 2018er-Films Dummycrats.

## Politik
Im Mai 2021 kündigte Tudor Dixon an für das Amt des Gouverneurs von Michigan gegen Gouverneurin Gretchen Whitmer kandidieren zu wollen. Sie nannte als Grund für ihre Entscheidung die von Whitmer während der COVID-19-Pandemie in den Vereinigten Staaten angeordneten Lockdowns. Im Frühjahr 2022 wurden fünf republikanische Kandidaten wegen gefälschter Wählerunterschriften ausgeschlossen, unter anderem die beiden als Favoriten geltenden Kandidaten. Kurz hiernach sprach sich die Familie von Betsy und Richard DeVos für sie aus und sammelten Millionen für Dixons Wahlkampf. Sie war damit nicht mehr in Umfragen abgehängt, sondern begann die Führung bei den Kandidaten für die republikanische Vorwahl zu übernehmen. Eine Woche vor der Vorwahl am 2. August 2022 sprach sich der ehemalige Präsident Donald Trump für Tudor Dixon als Herausforderin von Gouverneurin Whitmer aus. Sie konnte diese Vorwahl dann für sich entscheiden.
Bei der Wahl am 8. November 2022 unterlag Dixon der demokratischen Amtsinhaberin.

## Positionen
Tudor Dixon beschreibt sich auf ihrer Kampagnen-Homepage als Geschäftsfrau, Brustkrebsüberlebende und berufstätige Mutter von vier Mädchen.
Bildungspolitik ist ein Schwerpunkt ihres Wahlprogramms. Sie will Kinder vor dem schützen, was sie als Ideologisierung sieht. Die nach ihr antiamerikanische Critical Race Theory soll genauso wie eine „Transidiologie“ von Schulen in Michigan verbannt werden. Stattdessen sollen die Werte der Verfassung, der Gründerväter und die Vision der Gründerväter gelehrt werden. Es solle eine Straftat sein, Kinder Drag Queens auszusetzen. Transgender-Kinder sollten nicht an Sportwettbewerben teilnehmen dürfen.
Sie kritisiert besonders die Schulschließungen zur Eindämmung der COVID-19-Pandemie. Schüler seien hierdurch zurückgefallen. Wäre sie Gouverneurin gewesen, wären Schulen und Geschäfte aufgeblieben und sie hätte die Verteilung von COVID-19-Medikamenten gefördert.
In der Fernsehdebatte zwischen republikanischen Bewerbern Anfang Juni 2022 behauptete Tudor Dixon, dass Maßnahmen von Gouverneurin Whitmer zur Eindämmung der COVID-19-Pandemie eine Krise bei der geistigen Gesundheit in Michigan ausgelöst hätte. Dixon hält das Konzept von Massenimpfungen für gescheitert und vertritt die Ansicht, dass jeder die Freiheit haben sollte, sich selbst für oder gegen eine Impfung zu entscheiden. Sie persönlich habe sich als Krebsüberlebende für eine Impfung entschieden.
Tudor Dixon tritt für ein Verbot von Schwangerschaftsabbrüchen auch in Fällen von Inzest und Vergewaltigung ein, selbst wenn die Betroffene erst 14 sei. Ein Leben sei ihrer Ansicht nach ein Leben. Eine Ausnahme könne nur bei Lebensgefahr für die Mutter bestehen.
Bezüglich der Behauptung, dass die Präsidentschaftswahl 2020 Donald Trump „gestohlen“ wurde, legte sich Dixon in einem Fox-Interview im Juli 2022 nicht fest. Sie äußerte sich aber dahingehend, dass die Umstände der Wahl wegen COVID-19-Vorkehrungen besorgniserregend gewesen seien. So etwas wie die Wahl 2020 dürfe sich nicht wiederholen. Sie erklärte in dem Interview, dass sie in der Frage der Schuld Donald Trumps für den Sturm auf das Kapitol in Washington 2021 nicht mit Betsy DeVos einer Meinung sei, die deswegen als Bildungsministerin zurückgetreten war. Dixon vertrat die Ansicht, dass es sich um freie Meinungsäußerung gehandelt habe. Bei der Fernsehdebatte im Juni hatte sie nicht erklärt, das Wahlergebnis im November 2022 anerkennen zu wollen.
Tudor Dixon tritt für die Abschaffung der Einkommenssteuer in Michigan ein.